# Colline Nikolski
La colline Nikolski (en anglais : Nikolski hill, en russe : Нико́льская со́пка, Nikolskaïa Sopka) est un sommet de la ville de Petropavlovsk-Kamtchatski culminant à 103 mètres d'altitude, situé au-dessus du centre-ville et centre historique de Petropavlovsk, au bord de la baie d'Avatcha, dans le sud de la péninsule du Kamtchatka dans le kraï du même nom en Russie.
Pleinement dans la ville, la colline se distingue par son caractère stratégique, qui lui a valu de devenir une place forte pendant le siège de Petropavlovsk en 1854 durant la guerre de Crimée, où les Russes repoussèrent un escadron franco-anglais voulant prendre la ville. Classée comme monument naturel, elle est désormais un parc ainsi que le lieu de commémoration du siège, avec plusieurs monuments.

## Géographie

### Situation et accès

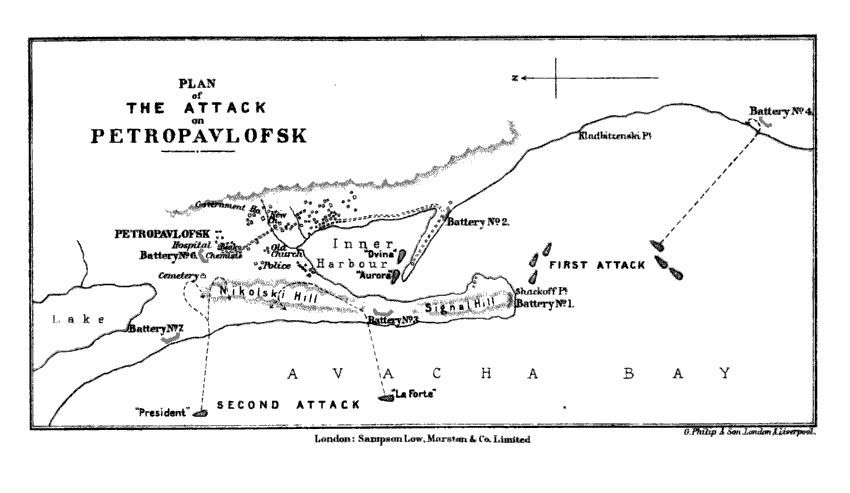
Emplacement de la colline sur la carte du siège de la ville.

La colline Nikolski est située sur le territoire qui est le centre historique de Petropavlovsk-Kamtchatski. C'est sur les rives de la baie, entourées des collines Nikolski et Petrovskaïa, que se trouvait la base de la deuxième expédition du Kamtchatka, à partir de laquelle la construction de la ville a commencé. La ville de Petropavlovsk-Kamtchatski se situe dans le sud-est du Kamtchatka, péninsule volcanique de l'Extrême-Orient russe qui forme le kraï du Kamtchatka en unité administrative de la Russie.
La colline est un lieu de détente privilégiée des habitants. Du côté ouest, la colline est baignée par la baie d'Avatcha, grande baie de type rade de l'océan Pacifique. De ce côté, il y a une étroite bande de plage rocheuse, délimitée par les pentes rocheuses abruptes de la colline. De la place centrale de la ville sur le côté nord de la colline, un escalier monte jusqu'à l'isthme entre la colline elle-même et le cap Signal. Juste au nord se trouve le petit lac côtier du Koultoutchnoïe (ru).
La colline se situant en plein centre-ville, elle est desservie par le réseau de bus de la ville.

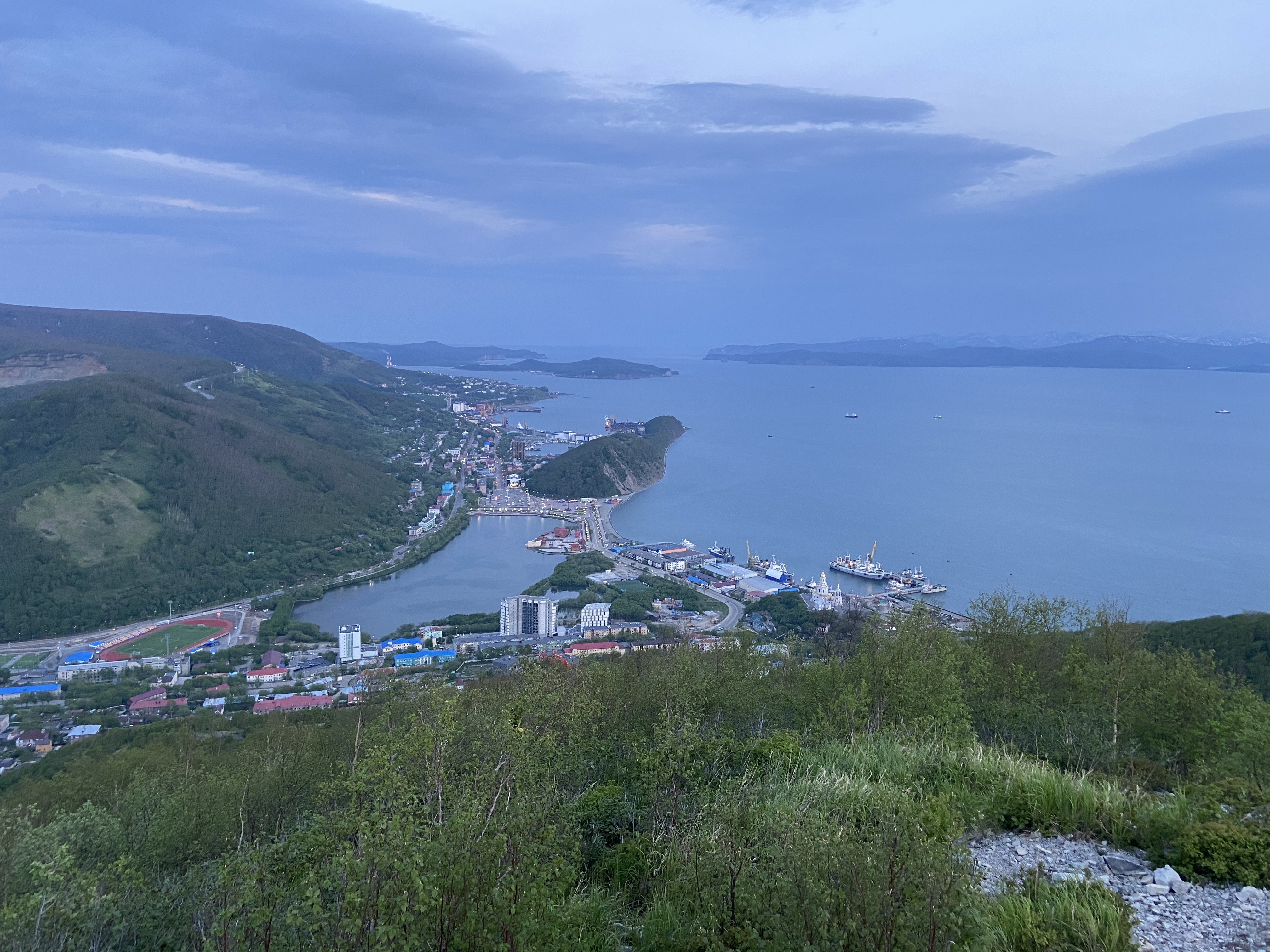
Centre-ville et colline depuis la colline Michennaïa.
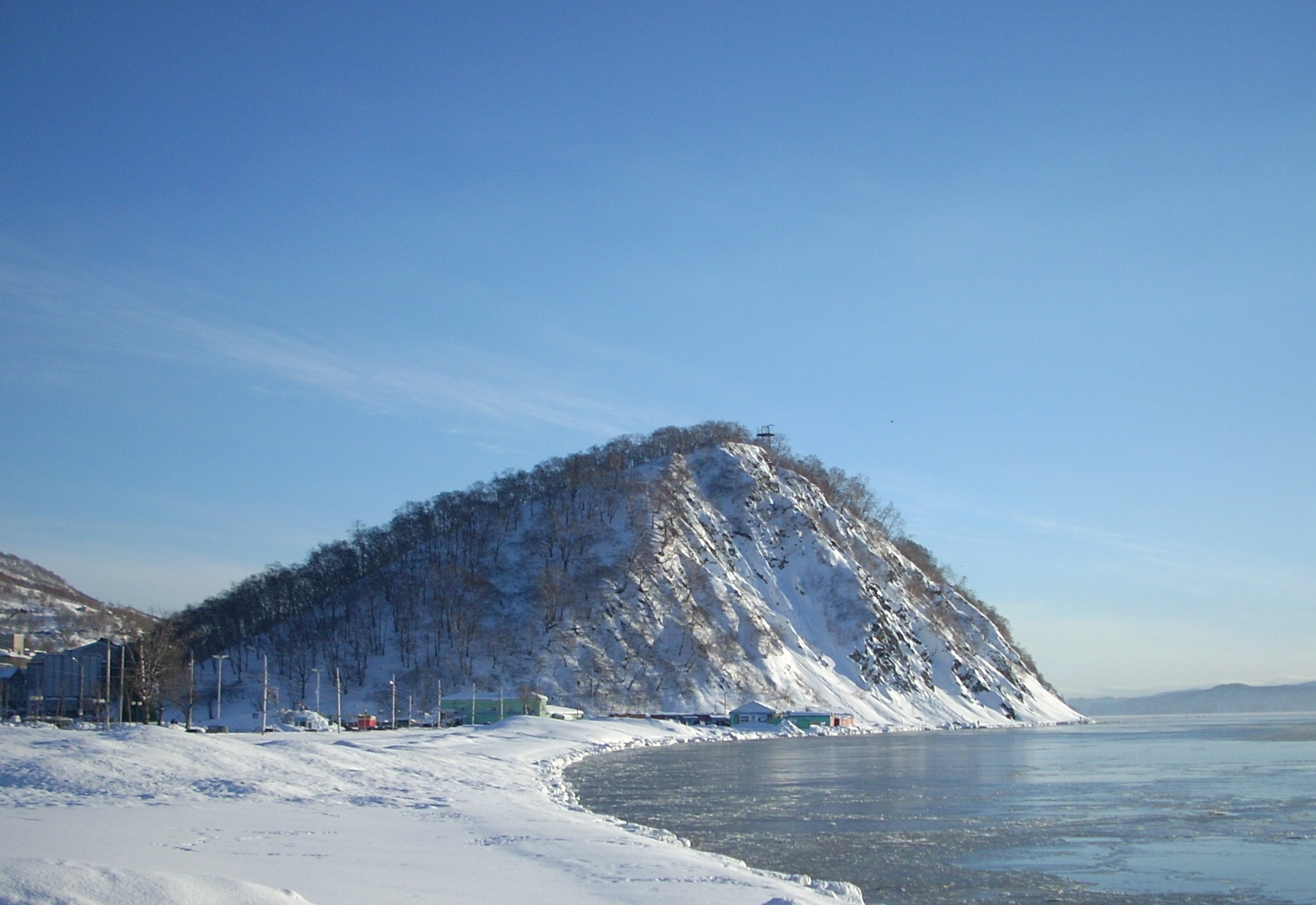
Vue en hiver.
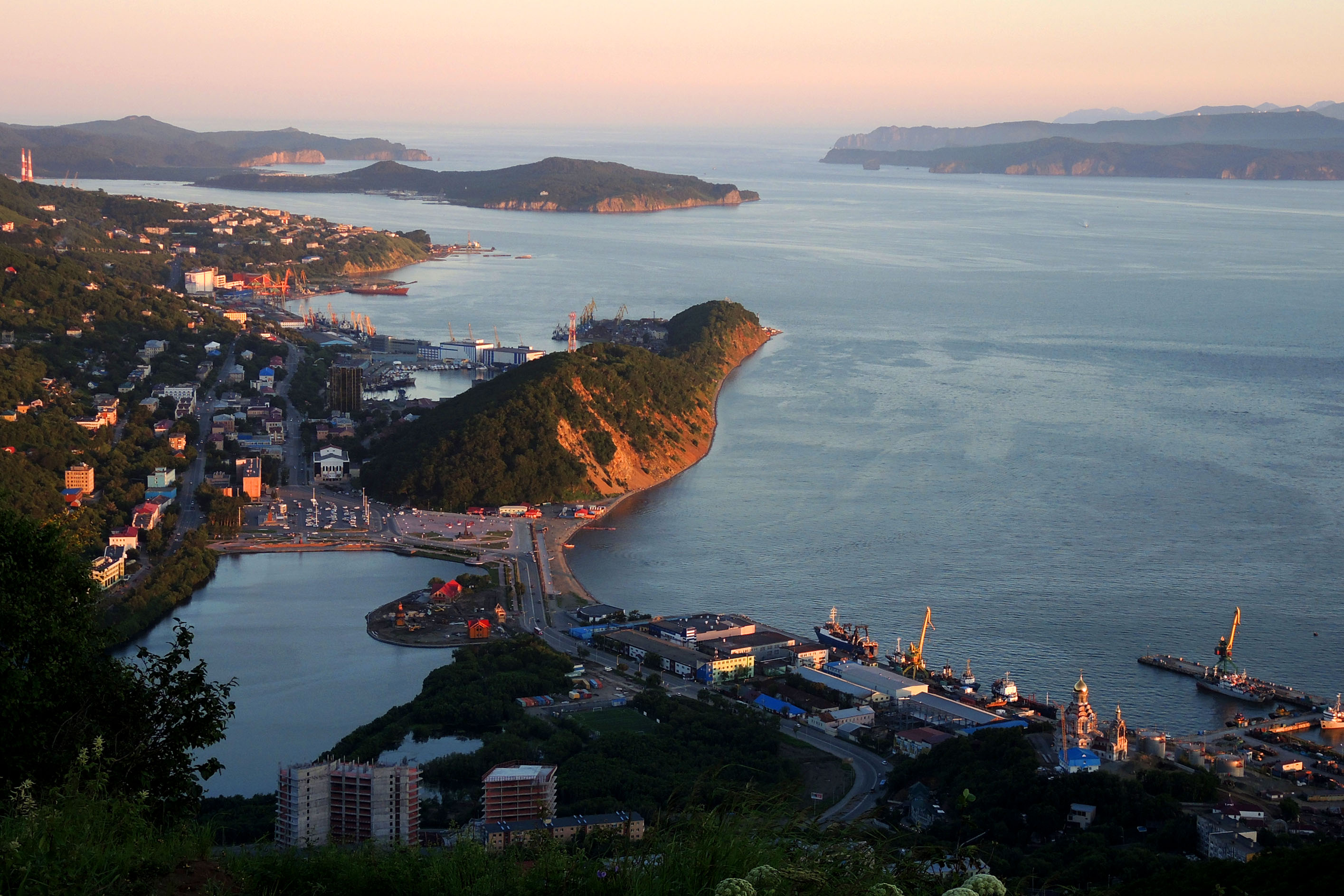
Vue au lever du soleil.

### Topographie
La colline culmine à 103 mètres.

### Géologie
La colline est composée de roches silicatées, formées à partir de cendres volcaniques il y a 70 à 90 millions d'années. Au Crétacé, l'endroit était recouvert par l'eau, et des volcans sous-marins ont créé la colline. 

### Faune et flore
Sur les pentes de la colline s'étend une forêt de bouleaux. Selon une étude menée en 1964, certains des arbres avaient plus de 300 ans, plus vieux que la ville elle-même. La colline est populaire parmi la population en grande partie en raison du grand nombre de monuments érigés sur ses pentes en l'honneur de la défense de la ville en 1854.
La première description détaillée remonte au début du XXe siècle par V. Komarov. Il note ainsi la forêt de bouleaux qui sont des bouleaux d'Erman, et qui ont tendances à être tordus. Dans le sous-bois, il note des fourrées grandes et denses, avec des aulnes, des pins nains de Sibérie et des sorbiers (Sorbus sambucifolia). Il y a des buissons comme des rosiers (Rosa amblyotis), ou moins souvent des Daphne kamtschatica (en). Les herbes sont composées de graminées et de fougères, et les mousses sont absentes. Il y a des saxifrages (Saxifraga cherlioides), des pois de mer, des drabas (Draba hirta), des absinthes et armoises (Artemisia borealis (en)) et près de la mer des Leymus mollis. En tout, il note dans son ouvrage Flore de la péninsule du Kamtchatka (1927-1930) 72 espèces de plantes sur la colline.
Cependant, le pin nain de Sibérie est désormais absent de la colline (d'après un chercheur de l'Université Vitus Béring, selon qui un seul spécimen a été trouvé sur ses pentes). Ce chercheur note des armoises comme Artemisia opulenta, mais constate que les mertensies maritimes que Komarov avait mentionnées ont complètement disparu. Le séneçon faux-arnica est lui très rare.
Le littoral de la colline est parsemé des coquilles de mollusques et de nombreux oiseaux nichent sur ses pentes. Parfois, la mer fait échouer des étoiles de mer ou encore des méduses.

## Histoire

### Siège de Petropavlovsk

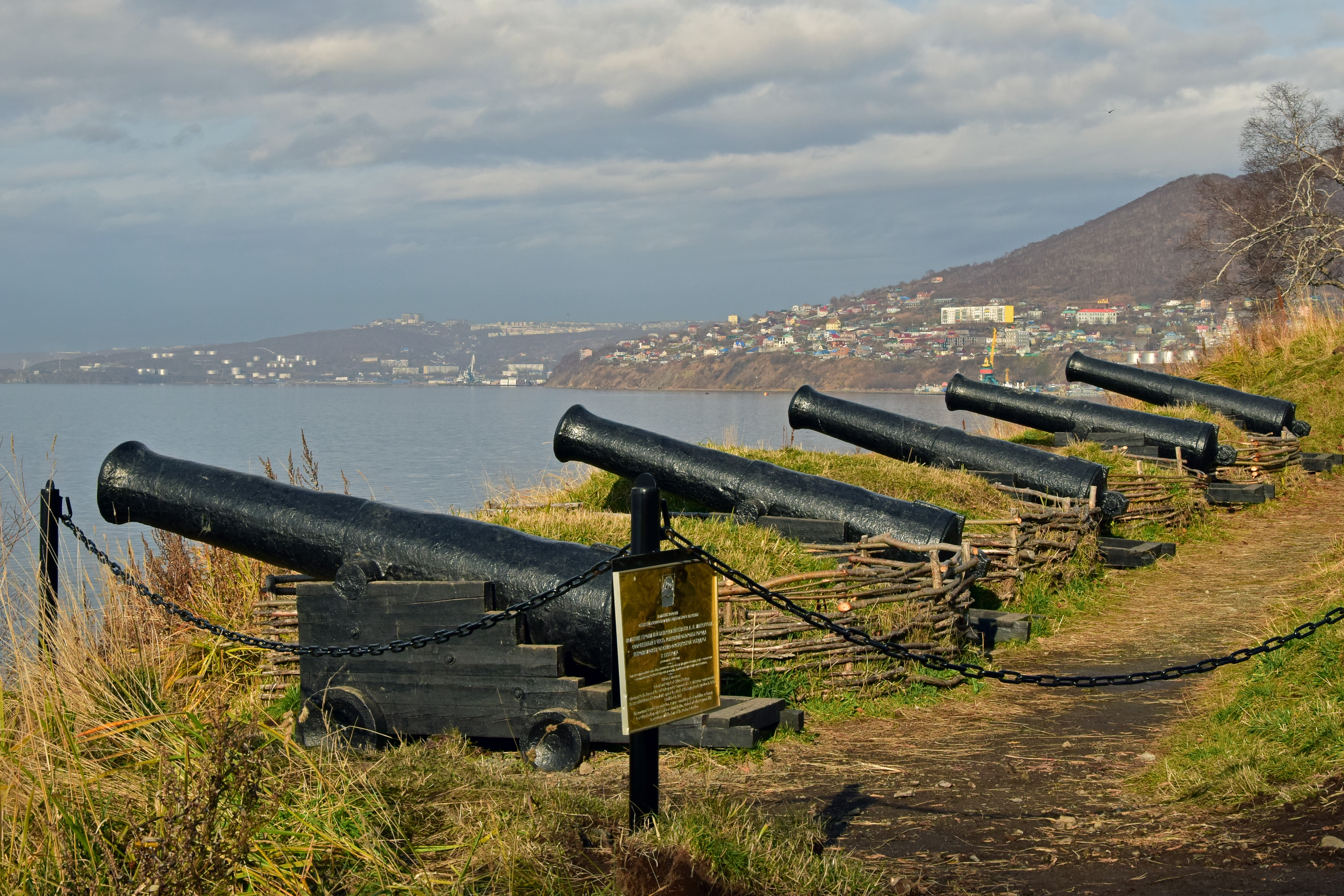
Canons sur le littoral.

La majorité des combats lors de l'attaque de l'escadron anglo-français sur Petropavlovsk-Kamtchatski se sont déroulés dans les environs immédiats et sur les pentes de la colline, à cause de sa position stratégique. En préparation, le commandement russe a ordonné la construction de batteries d'artillerie sur les pentes de la colline, faisant de la ville l'une des seules avec des défenses comme celle-ci de l'Extrême-Orient russe (avec Vladivostok). La batterie no 3 sous le commandement d'Alexandre Maksoutov et la batterie no 7 sous le commandement de Vassili Koralov étaient situées les plus près de la colline. La troisième batterie était située sur l'isthme entre la colline et le cap Signal (ou colline du Signal, en anglais Signal Hill). 
C'est sur cette batterie que, le 24 août 1854 (5 septembre dans le calendrier grégorien) à 8 h, le coup principal des alliés est porté. La septième batterie était située sur le versant nord de la colline. Pendant le bombardement intensif des flancs par les navires franco-anglais, les deux batteries (no 7 et no 3) ont été complètement détruites et les défenseurs ont été contraints de battre en retraite.
Après la destruction des batteries, les assaillants ont débarqué des troupes au pied de la colline Nikolski, avec comme objectif de prendre le sommet. Le débarquement de troupes anglo-françaises, soit plus de 700 personnes, n'a dû faire face qu'à 300 Russes qui avaient pris position sur la colline. À la suite d'une bataille acharnée, les troupes anglo-françaises furent vaincues, les survivants devant fuir vers les navires. Cette bataille sur ses pentes, qui dura environ deux heures, permit aux troupes russes de prendre possession de la bannière du Gibraltar Marine Regiment ainsi que d'autres prises, dont 63 armes,,.

### Pendant l'ère soviétique

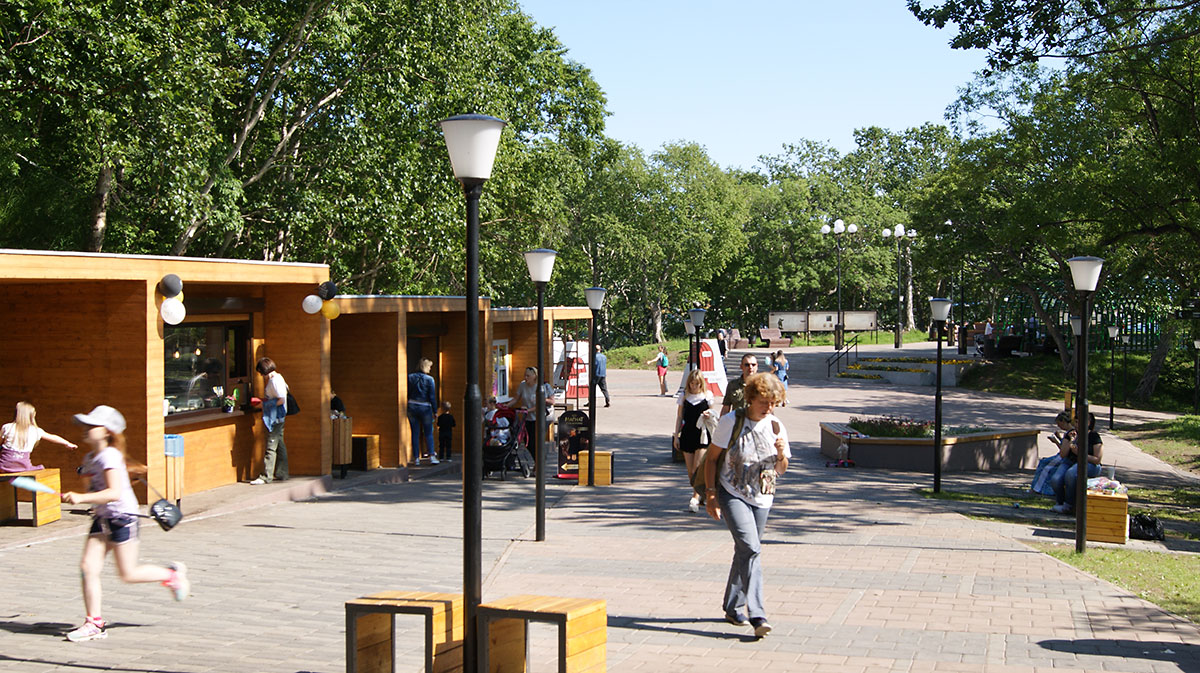
Parc depuis 2019.

Avant la guerre civile russe, toute activité était prohibée sur la colline, et son accès était interdit. Mais, pendant les années 1920, les membres du Komsomol local ont décidé de l'ouvrir au public. Des sentiers sont apparus et, en 1937, un parc de culture et de loisirs a été ouvert, parc possédant une piste de danse, une scène de théâtre, une salle de billard, un centre de parachute, un stand de tir et d'autres attractions. Peu après, des restaurants ont été ouverts. Ce parc est devenu un lieu de célébration, en particulier pour les fêtes du pêcheur (ru) et jour de la Marine (en). Le parc était payant, avec une clôture qui l'entourait.
Pendant la Seconde Guerre mondiale, le terrain vague qui se situait à son sommet est devenu un lieu d'entraînement de tir. La forêt de bouleaux fut protégée pendant la guerre pour éviter que les habitants prennent son bois. Après la guerre, ce terrain est devenu le premier stade de football de la ville. Chaque automne, il accueillait l'exposition agricole régionale.
À la fin des années 1960, le parc de la culture et des loisirs a commencé à perdre de son importance à cause de la place de la ville en contrebas qui s'est développée, et a cessé d'exister. Par ailleurs, en 1961 a été construite une tour de télévision à son sommet.
Le 28 novembre 1983, le Comité exécutif régional du Kamtchatka a protégé la colline en lui donnant le statut de monument naturel, interdisant toute activité économique.

### Depuis 1991

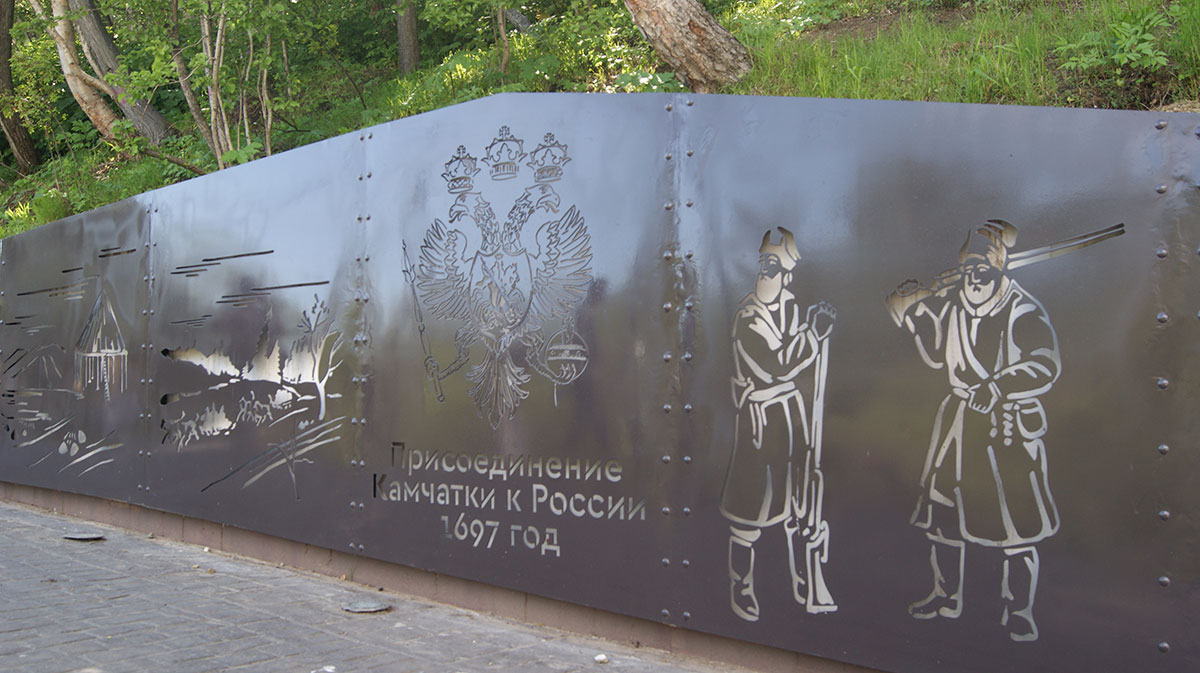
Bas-reliefs de 2019.

Le parc de la culture est abandonné et ses bâtiments sont délabrés. Une clôture métallique entoure désormais le lieu fantôme. De plus, la tour de télévision cesse de fonctionner en 2005, et est aussi abandonnée depuis.
En 2018-2019, la colline a bénéficié de rénovations importantes, la ville souhaitant transformer la colline en principal parc de la ville. Des murs de soutènement ont été construits, des sentiers aménagés, des escaliers réparés, des plates-formes d'observation construites. Une aire de jeux a été installée ainsi que des commerces en bas de la colline. La vidéosurveillance a été installée, des bancs et poubelles ont été placés. Sur le mur de soutènement rénové, quatre bas-reliefs illustrant la ville ont été réalisés. Le gouvernement du kraï a alloué 100 millions de roubles pour la réalisation de ce projet.

### Perspectives futures
En 2020, le gouverneur Vladimir Solodov a proposé aux habitants d'apporter des suggestions quant à l'avenir de la colline. Il a évoqué l'idée de créer un musée à ciel ouvert, avec une reconstruction de bâtiments historiques. Il a d'ailleurs déclaré que la région avait « beaucoup de subventions sociales au niveau fédéral, il n'est même pas nécessaire d'allouer des fonds du budget régional pour cela. De telles initiatives sont soutenues au niveau de l'État ». De plus, il souhaite refaire le haut de la colline où se trouve le parc abandonné, sans toutefois savoir quoi faire du site. Mais ce qui est le plus important est que cela participe à ce que la ville devienne une « ville moderne et pratique ».

## Culture locale et patrimoine

### Aire protégée
La colline a été déclarée pour la première fois aire protégée en 1849 par le gouverneur du Kamtchatka Vassili Zavoïko, interdisant totalement les activités économiques dont le coupage du bois. Elle est depuis le 28 novembre 1983, selon un décret du Comité exécutif régional du Kamtchatka, un monument naturel. La superficie du territoire protégé est de 25,9 hectares.

### Monuments aux défenseurs de la ville
En l'honneur de la défense de la ville lors du siège et surtout de ses défenseurs, plusieurs monuments ont été érigés sur les pentes de la colline. Ainsi, quatre monuments dédiés aux défenseurs sont présents. Le principal monument est une chapelle érigée en 1912 sur le versant oriental de la colline. L'emplacement est celui d'un charnier de soldats morts pendant la bataille. Sur le côté droit de la chapelle, 35 défenseurs russes sont enterrés, sur le côté gauche 38 marins anglais et français. C'est le seul des quatre à être en partie dédié aux Français et Anglais.
Non loin du chemin qui mène au sommet de la colline, un escalier conduit au monument Slava (littéralement « Gloire »). À l'origine situé sur le rivage sablonneux dans l'actuel territoire du port de la ville, il est désormais sur ses hauteurs dans les années 1940. C'est une stèle noire, avec une flèche couronnée d'une croix orthodoxe.
Un peu plus loin se trouve un monument qui fut érigé en 1954, pour le centenaire de la défense de la ville. Il a un piédestal quadrangulaire et sur chaque côté de son fût des images métalliques en relief. À son sommet se trouve un canon en fonte.
Enfin, sur l'isthme entre le cap Signal et la colline, là où se trouvait la troisième batterie dirigée par Alexandre Maksoutov, un monument a été installé en 1959. Originellement constitué de cinq canons en bois, ils ont été remplacés en 1967 par des canons en fonte,,.

Monuments aux défenseurs
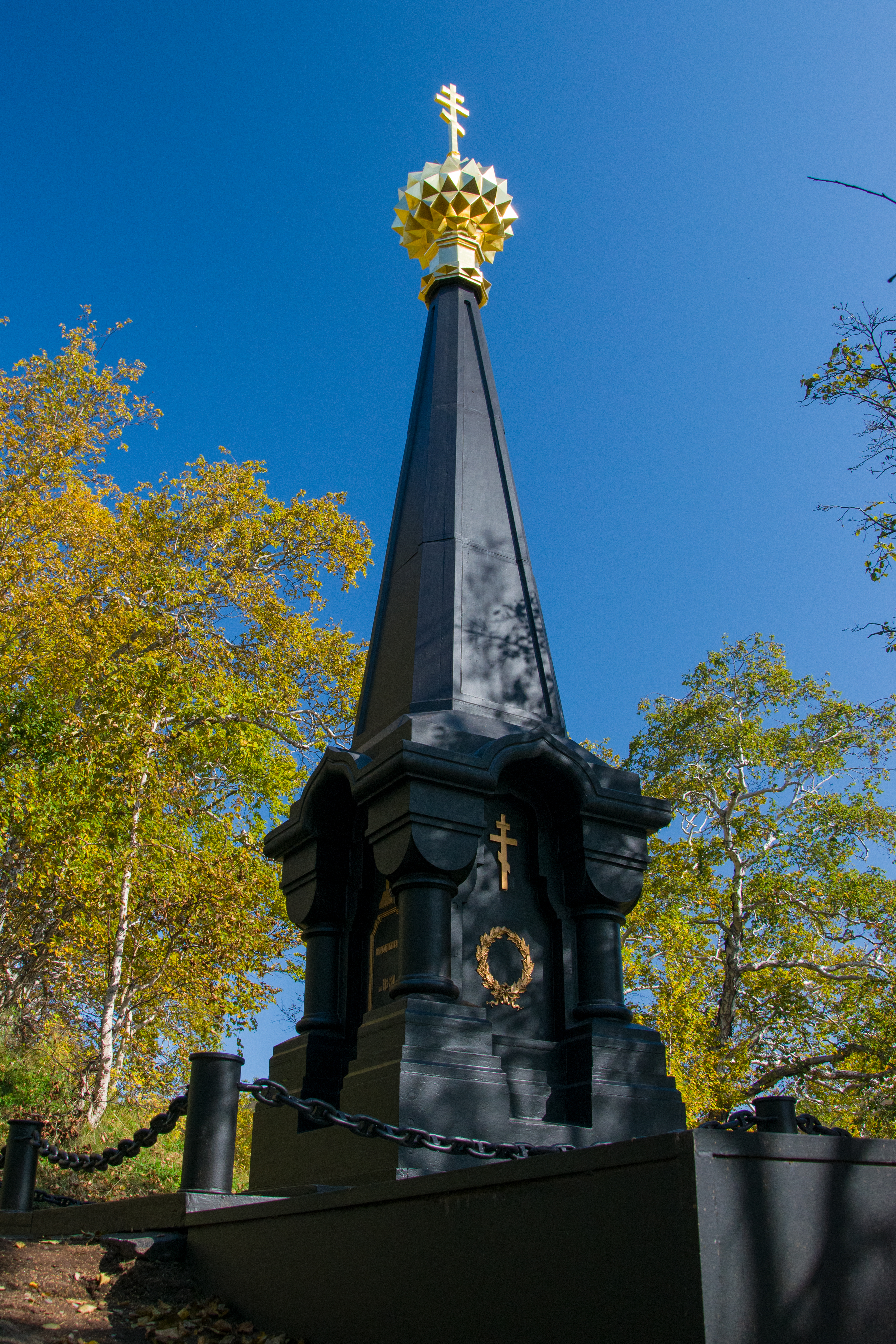
Monument Slava.
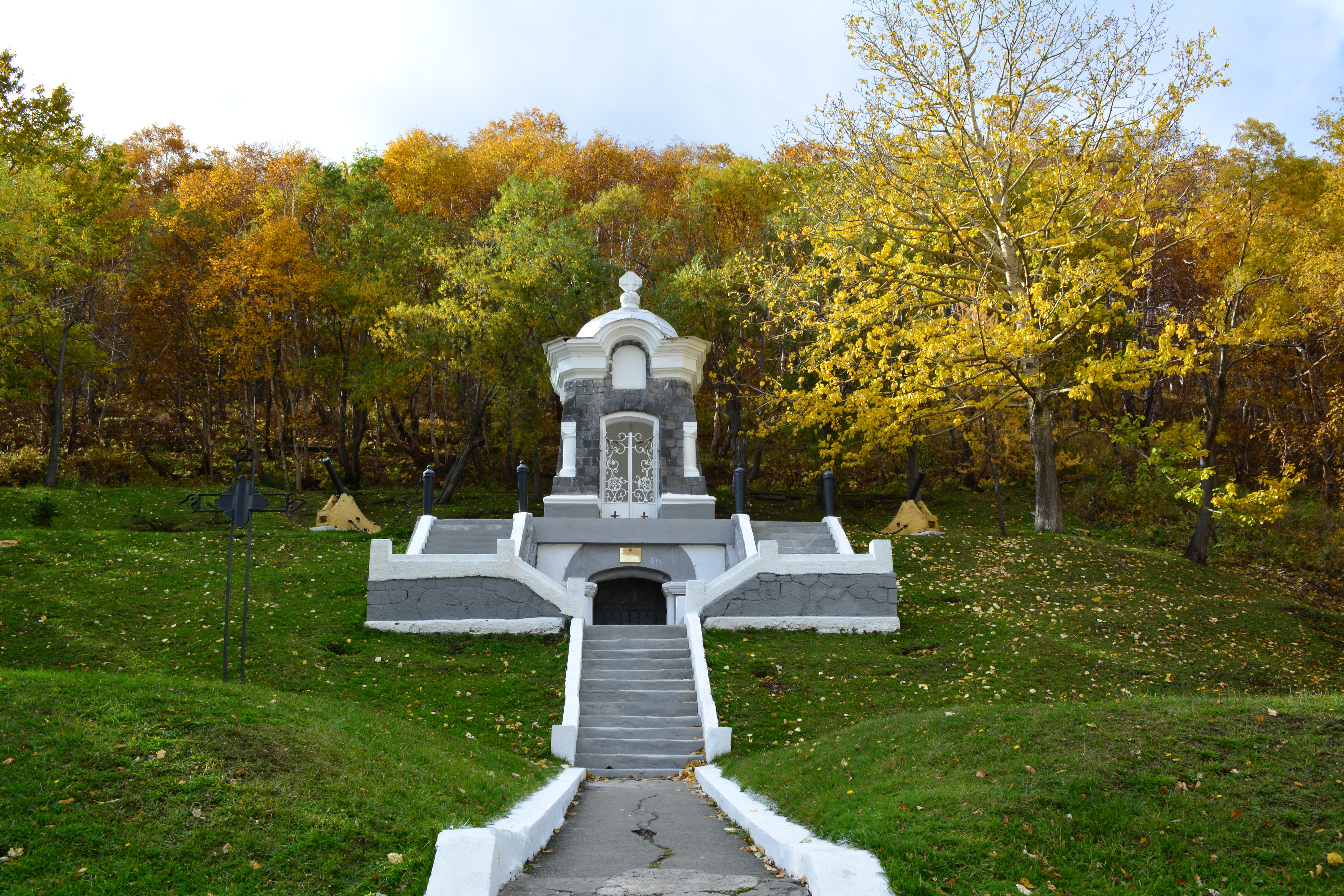
Chapelle sur la colline.
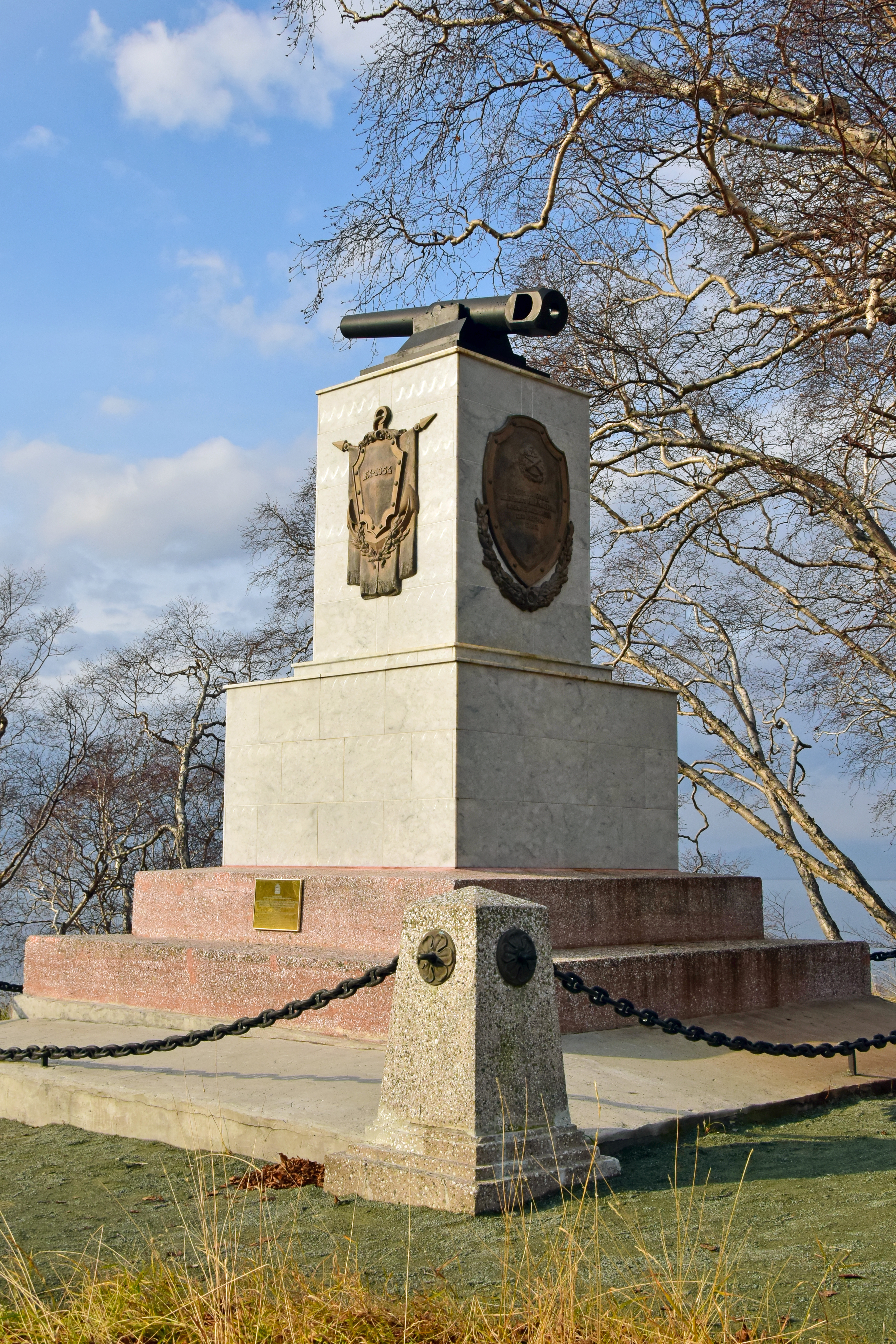
Monument de 1954.
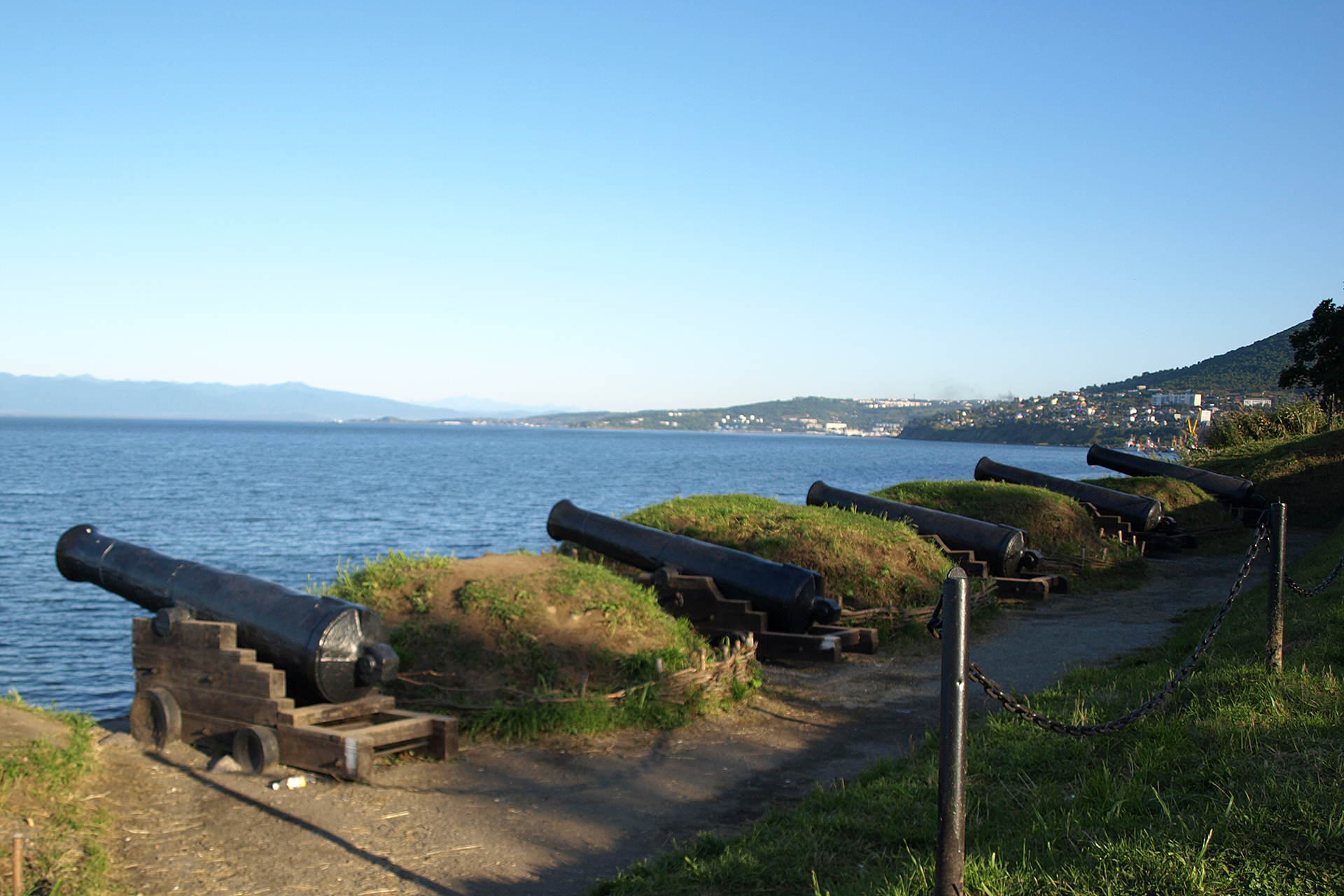
Canons.

### Monument à La Pérouse

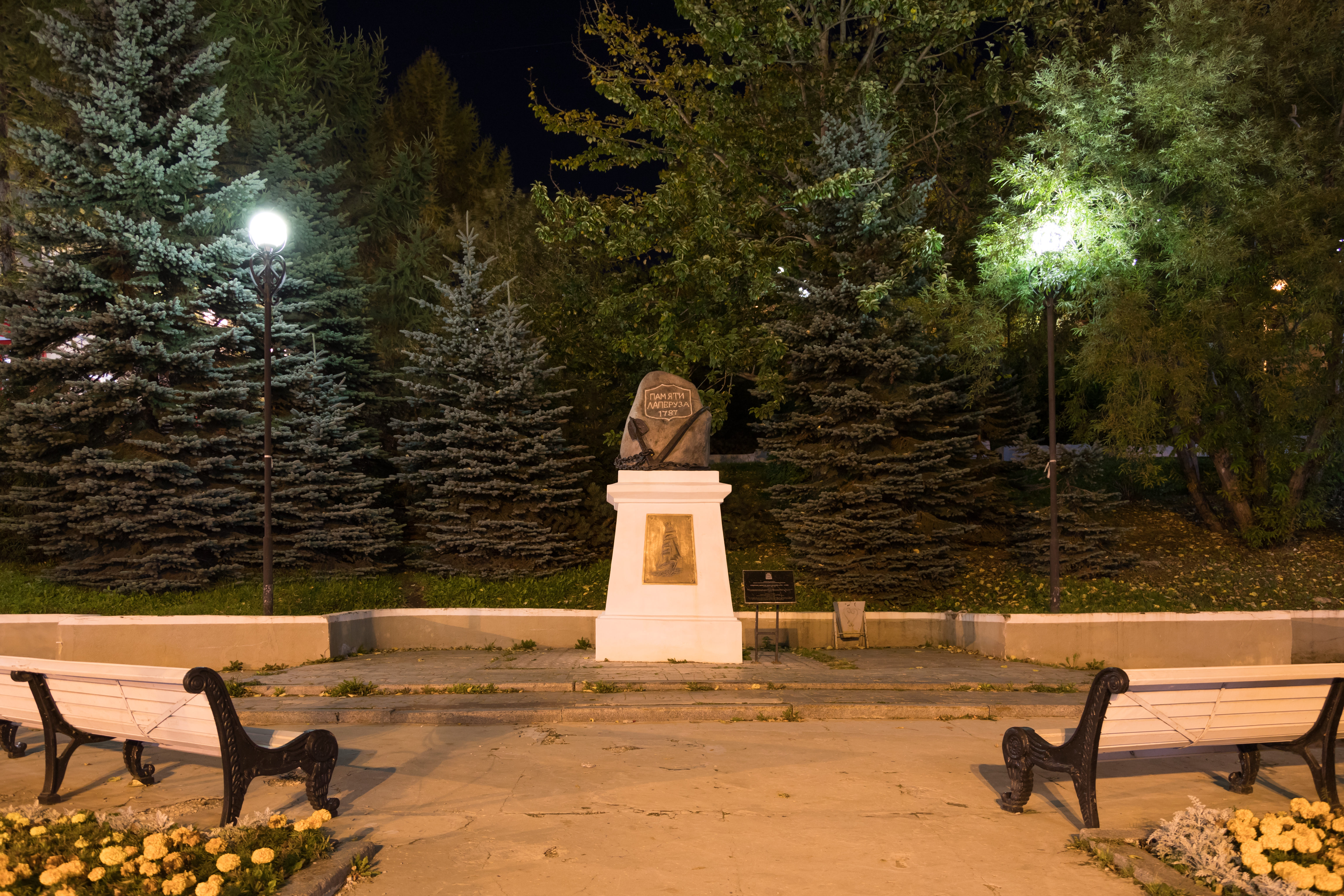
Monument dans le centre-ville.

Le premier monument, situé au bout de la colline au niveau de l'isthme avec le cap Signal, était un monument en bois érigé en 1843 en l'honneur du navigateur français Jean-François de La Pérouse, qui visita le Kamtchatka en 1787 lors de son expédition autour du monde. Lors du siège de 1854, le monument est détruit à la suite d'un bombardement des navires de l'escadre anglo-française. La version qui fut détruite était une colonne en bois avec une boule et une croix au sommet,.
En 1882, le scientifique Benedykt Dybowski, qui travaillait dans la ville, a érigé un socle en pierre et une croix en bois avec l'inscription  « En mémoire de La Pérouse. 1787 ». Dix ans plus tard, l'équipe du croiseur Zabiïaka (ru) a installé un bloc de pierre sur la base existante, enlacée d'une chaîne avec une ancre, et a réécrit l'inscription dans la pierre. En 1935, ce monument a été déplacé sur la rue Lénine où il se trouve toujours,.